# Адріан Семенець
Адріан Семенець (пол. Adrian Siemieniec, нар. 13 січня 1992, Челядзь) — польський футбольний тренер. З 2023 року очолює тренерський штаб команди «Ягеллонія». Як тренер — чемпіон Польщі та володар Суперкубка Польщі.

## Кар'єра тренера
Адріан Семенець розпочав тренерську кар'єру ще під час навчання в Академії фізичного виховання в Катовицях, у 2013 році увійшовши до тренерського штабу клубу «Розвуй», де пропрацював з 2013 по 2014 рік.
У 2014 році Семенець увійшов до тренерського штабу клубу «Хробри» з Глогува, в якому працював до 2017 року. У 2017 році тренер перейшов на роботу асистентом головного тренера клубу «Ягеллонія», та працював на цій посаді до кінця 2019 року. Протягом 2020 року Семенець входив до тренерського штабу клубу «Арка», а в 2021 році працював асистентом головного тренера лодзького клубу ЛКС.
У 2021 році Адріан Семенець повернувся до роботи в клубі «Ягеллонія». Спочатку в 2021—2021 роках він працював асистентом головного тренера клубу, а в 2021—2022 роках тренер очолював другу команду клубу. На початку 2023 року, після відставки попереднього головного тренера першої команди клубу Мацея Столярчика, Семенець очолив першу команду клубу «Ягеллонія». Уже за рік новий головний тренер білостоцького клубу привів команду до перемоги в чемпіонаті Польщі, а на початку 2025 року клуб також виграв Суперкубок Польщі.

## Титули і досягнення

### Як тренера
- Чемпіон Польщі (1):

«Ягеллонія»: 2023–2024
- Володар Суперкубка Польщі (1):

«Ягеллонія»: 2024